# Göteborgs småkyrkostiftelse
Göteborgs småkyrkostiftelse var en stiftelse som bildades 1 november 1946 med "ändamål att insamla medel till att uppföra småkyrkor för kyrkligt arbete inom de delar av Göteborgs stad, där på grund av stadens tillväxt de redan befintliga församlingskyrkorna och kapellen inte motsvarar behovet av församlingsgudstjänster och annat kyrkligt arbete" (utdrag ur stiftelseurkunden). Stiftelsen ombildades 1997 till en ideell förening med namnet Göteborgs småkyrkofond. Föreningen upplöstes 2022 och dess kvarstående kapital överläts till stiftsstyrelsen för Göteborgs stift för användning i huvudsaklig överensstämmelse med Småkyrkofondens syfte.

## Historik
Bland initiativtagarna och ledamöterna i den första styrelsen fanns bland annat domprosten Elis Malmeström, kontraktsprosten Robert Janson, militärpastor Gunnar Rudborg, ämnesläraren Hedvig Rexius och professor Sven Hultin.
Stiftelsen kom under tiden 1948–1973 att medverka till insamling av medel till, samt uppförandet av drygt 20 kyrkor i det expanderande Göteborg. I några fall uppfördes inledningsvis en enklare barackkyrka, för att i nybyggda områden så snart som möjligt ge en plats för gudstjänst och kyrkligt arbete. Dessa enklare byggnader kunde senare ersättas med en permanent kyrka.
Så småningom utvecklades barackkyrka till vandringskyrka, en enklare monteringsfärdig kyrkobyggnad. I samarbete mellan arkitekt Torsten Hansson, småkyrkostiftelsens Gunnar Rudborg och Oresjö fabriker i Anneberg konstruerades en vandringskyrka som kunde prefabriceras i färdiga sektioner, transporteras på vägnätet och på kort tid resas på avsedd plats som en gudstjänstlokal med plats för 120 personer. Den kunde även demonteras och med mindre insatser uppföras på annan plats. Den första vandringskyrkan i Göteborg blev Brunnsbokyrkan, som senare flyttades och blev Furåsens kyrka. Ytterligare fem vandringskyrkor placerades i Länsmansgården, Tynnered, Bergsjön, Hjällbo och Ekebäck.

## Kyrkobyggnader i urval
Bland de kyrkor där Småkyrkostiftelsen medverkat vid deras uppförande kan nämnas:
| Kyrka                      | Bild | Typ av byggnad     | Byggd | Församling                        | Ersatt av                                                                                | Noteringar |
| -------------------------- | ---- | ------------------ | ----- | --------------------------------- | ---------------------------------------------------------------------------------------- | --- |
| Skårs kyrka                |      | Barackkyrka        | 1948  | Örgryte församling                | Barackkyrkan ersatt med permanent småkyrka 1959                                          | Överlämnad till församlingen 2020 |
| Toleredskyrkan             |      | Barackkyrka        | 1950  | Lundby församling                 | Barackkyrkan ersatt med permanent småkyrka 1962                                          | Överlämnad till församlingen 2001 |
| Guldhedskyrkan             |      | Barackkyrka        | 1951  | Göteborgs Annedals församling     | Barackkyrkan ersatt med permanent småkyrka 1966                                          | Överlämnad till församlingen 2001 |
| Buråskyrkan                |      | Barackkyrka        | 1951  | Göteborgs Johannebergs församling | Barackkyrkan ersatt med permanent småkyrka 1971                                          | Överlämnad till församlingen 2020 |
| Allhelgonakyrkan, Göteborg |      | Permanent småkyrka | 1956  | Kortedala församling              |                                                                                          | Överlämnad till församlingen |
| Björkekärrs kyrka          |      | Permanent småkyrka | 1958  | Björkekärrs församling            |                                                                                          | Överlämnad till församlingen 2001 |
| Kungsladugårds kyrka       |      | Permanent småkyrka | 1960  | Göteborgs Carl Johans församling  |                                                                                          | Överlämnad till församlingen 2020 |
| Brunnsbokyrkan             |      | Vandringskyrka     | 1965  | Backa församling                  | Vandringskyrkan flyttad och upprest som Furåsens kyrka. Permanent småkyrka uppförd 1972. | Överlämnad till församlingen 2020 |
| Länsmansgårdens kyrka      |      | Vandringskyrka     | 1965  | Lundby församling                 | Vandringskyrkan ersatt med permanent småkyrka 1972                                       | Vandringskyrkan flyttad till Kvillebäcken, där upprest som Bjurslättskyrkan, 1998 överlåten till Grekisk-Ortodoxa församlingen i Göteborg. Den permanenta kyrkan överlämnad till församlingen. |
| Näsets kyrka               |      | Permanent småkyrka | 1967  | Näsets församling                 |                                                                                          | Överlämnad till församlingen 2001 |
| Bergsjöns kyrka            |      | Vandringskyrka     | 1968  | Bergsjöns församling              | Permanent småkyrka 1974                                                                  | Överlämnad till församlingen |
| Hjällbo kyrka              |      | Vandringskyrka     | 1968  | Angereds församling               | Permanent småkyrka 1973                                                                  | Överlämnad till församlingen |
| Kaverös kyrka              |      | Permanent kyrka    | 1969  | Högsbo församling                 |                                                                                          | Överlämnad till församlingen 2020 |
| Ekebäcks kyrka             |      | Vandringskyrka     | 1970  | Västra Frölunda församling        |                                                                                          | Kyrkan förstörd av brand, men kyrkklockan flyttad till Västra Frölunda kyrka 1978 |
| Furåsens kyrka             |      | Vandringskyrka     | 1972  | Älvsborgs församling              | Uppförd i Brunnsbo 1965, flyttad till Tynnered/Älvsborg 1972                             | Överlämnad till församlingen 2020 |
| Pater Nosterkyrkan         |      | Permanent småkyrka | 1973  | Göteborgs Masthuggs församling    |                                                                                          | Såld 2012 till Göteborgs kommun och ombyggd till förskola. Kyrkklockan flyttad till Amhults kyrka                                                                                              |

## Göteborgs Småkyrkofond
Stiftelsen ombildades 1997 till en ideell förening med namnet Göteborgs småkyrkofond, och genomförde därefter överlåtelser av föreningens kyrkor till respektive församlingar i Svenska kyrkan.
På grund av ringa användning såldes Pater Nosterkyrkan 2012 till Göteborgs kommun och används (2022) som förskola.
Bjurslättskyrkan överläts 1998 av dåvarande Brämaregårdens församling till Grekisk-ortodoxa kyrkan i Göteborg. Ekebäcks kyrka blev förstörd av brand.
Fram till 2020 ägde och förvaltade föreningen Skårs kyrka, Buråskyrkan, Kungsladugårds kyrka, Brunnsbokyrkan, Kaverös kyrka och Furåsens kyrka, men överlät dessa under 2020 till respektive pastorat.
Föreningen upplöstes 2022 och dess kvarstående kapital överläts till stiftsstyrelsen för Göteborgs stift för användning i huvudsaklig överensstämmelse med Småkyrkofondens syfte.